# Chaim Jacob Lipchitz
 (août 2025).
Si vous disposez d'ouvrages ou d'articles de référence ou si vous connaissez des sites web de qualité traitant du thème abordé ici, merci de compléter l'article en donnant les références utiles à sa vérifiabilité et en les liant à la section « Notes et références ».
Pour les articles homonymes, voir Lipschitz.
Jacques Lipchitz, né Chaim Jacob Lipchitz le 22 août 1891 à Druskininkai en Lituanie et mort le 26 mai 1973 à Capri, est un sculpteur naturalisé français puis américain.

## Biographie
Né dans une famille juive de Lituanie (alors partie de l'empire russe), Chaim Jacob Lipchitz arrive à Paris en 1909 sans avoir suivi aucune formation artistique. Il suit un temps les cours de l'École des beaux-arts puis fréquente l'Académie Julian à Montparnasse. Par ailleurs, il s'intéresse à l'avant-garde cubiste.
En 1913, il crée La Femme au serpent et La Danseuse, qui sont ses véritables premières œuvres dégagées des traditions du XIXe siècle. La Femme au serpent est un assemblage harmonieux d'éléments abstraits, où le sein par exemple est évoqué sans ambiguïté par un cône ; l'ensemble est dès le premier regard une œuvre cubiste. Pour La Danseuse, Lipchitz utilise encore moins de surfaces courbes en privilégiant les plans qui se coupent à angle droit. Ces deux œuvres placent Lipchitz parmi les grands sculpteurs cubistes que furent Alexandre Archipenko, Juan Gris ou Henri Laurens. La filiation avec d'autres sculpteurs majeurs de l'époque, comme Umberto Boccioni, Raymond Duchamp-Villon, Pablo Picasso ou Constantin Brâncuşi, est moins évidente bien qu'il ait connu leurs œuvres, voire fréquenté ces artistes.
En 1915, il signe son premier contrat avec le marchand d'art Léonce Rosenberg. À vingt-quatre ans, il expose Homme à la guitare, qui fait sensation. Cette fois, Lipchitz a produit une œuvre très abstraite où le premier regard ne reconnaît pas nettement les parties qui constituent le corps de l'homme.
1920 : première exposition personnelle chez Rosenberg. Lipchitz réalise à cette époque le portrait de Gertrude Stein et aussi des statues d'un cubisme abstrait comme la série des baigneurs. Il rompt son contrat avec Rosenberg, qui lui assurait un bon revenu, afin de pouvoir produire ce qu'il veut et non pas ce qu'on lui impose. Il s'ensuivra des difficultés financières pendant plusieurs années.
1924-25 : il devient citoyen français et se marie avec Berthe Kirosser (qu'il connait depuis 1918). Il fait une ébauche pour le sacrifice qui préfigure les œuvres postérieures : abandon des plans qui se coupent à angle droit, surface non lisse, forme complexe qu'un seul regard ne peut saisir. Mais l'essentiel de sa production reste cubiste.
1930 : exposition de 100 œuvres à la galerie Jeanne Bucher. Les plans lisses se coupant à angle droit sont désormais abandonnés au profit de surface courbes et complexes (voir par exemple le Harpiste, collection Marlborough à Vaduz).
1935 : première exposition importante à New York.
1938 : certaines sculptures se gonflent d'excroissances - (L'Enlèvement d'Europe à Vaduz ou Toward a new World Pepsi Cola Collection). La production d'œuvres plus lisses se poursuit cependant.
1941 : il émigre à New York.
1946 : retour en France. Mais la France n'offre pas les mêmes possibilités pour la sculpture que les États-Unis ; sa femme préfère Paris à New York. Ils divorcent.
1948 : il épouse Yulla Halberstadt, sculpteur.
1952 : l'incendie de son atelier à New York détruit la majeure partie de son œuvre américaine.
1954 : grande rétrospective au MOMA à New York.
1958 : il devient citoyen américain - grande exposition à Amsterdam. Cette année-là, il frôle la mort lorsqu'un cancer de l'estomac manque de l'emporter. Il guérira miraculeusement après avoir reçu une bénédiction du Rabbi de Loubavitch. À la suite de cet épisode, il rencontrera le Rabbi l'été suivant. Celui-ci lui demandera deux choses: premièrement de renouer avec la pratique juive en portant les téfilines (phylactères) chaque jour ; deuxièmement de divorcer religieusement de sa première épouse afin d'épouser religieusement la seconde. Lipchitz mettra en pratique ces deux recommandations.
1961-62 : il s'installe près de Carrare en Italie.
1963 : première visite en Israël.
1970-71 : grande exposition rétrospective à Berlin et autres villes d'Europe, ainsi que Tel Aviv et Jérusalem.
1972 : grande exposition au Metropolitan Museum of Art à New York. Publication de son autobiographie, Ma vie en sculpture.
26 mai 1973 : décès à Capri. Le 29 mai, il est inhumé à Jérusalem.

## Œuvres

### Canada
- Hagar (1948), musée des beaux-arts de l'Ontario
- Femme assise (1916), Art Gallery of Alberta

### États-Unis
- tête (1915), Hirschhorn Museum à Washington
- figure détachable (1915), Cleveland Museum of Art
- homme à la guitare (1916), MOMA, New York
- baigneur (1917), Barnes Fondation
- drapée (1919, fondue après 1946), Indiana University Museum of Art, Bloomington
- mère et enfant (1929), Cleveland Museum of Art
- le Retour de l'enfant, (1941) Guggenheim Museum, New York
- Blossoming (1941), MOMA, New York
- Prométhée étranglant le vautour (1949), Philadelphia Museum of Art
- Daniel Greysolon, sieur du Luth (1965), université du Minnesota, Duluth[4]
- peace on earth (1967), County Music Center
- une dizaine d’œuvres, sculptures et dessins, Institut d'art de Chicago, Chicago

### France
- marin à la guitare (1914), Centre Pompidou à Paris
- la Joie de vivre (1927), collection du vicomte de Noailles, Hyères
- portrait de Gertrude Stein (1920), Centre Pompidou Paris
- portrait de Géricault (1933), musée des beaux-arts de Rouen
- Notre Dame de Liesse (1946), église Notre-Dame-de-Toute-Grâce du plateau d'Assy, Passy, 74.
- Buste de Raymond Radiguet[5], 1920, bronze, musée des beaux-arts de Rouen.

### Grande-Bretagne
- Notre Dame de Liesse (1953), The Abbey, the Iona Community, Argil, Écosse

### Israël
- la Joie de vivre (1927), collection du musée d'Israël à Jérusalem

### Liechtenstein
Très nombreuses œuvres à la collection Marlborough à Vaduz, dont :
- L'Ultime Étreinte (1971).

### Espagne
- Modèle de travail pour le gouvernement du peuple (1967), musée Guggenheim de Bilbao

### Pays-Bas
- Figure (1926), Kröller-Müller Museum, Otterlo
- Le Couple (Le Cri) (1928-1929), Kröller-Müller Museum, Otterlo
- Le Chant des Voyelles (1931-1932), Kröller-Müller Museum, Otterlo
- Tête (1932), Stedelijk Museum, Amsterdam

### Sur le net
- baigneur (1923-25)
- sacrifice (1948-58)
- Prométhée étranglant le vautour (1949), Minneapolis (le même que celui de Philadelphie)

et aussi sur 

## Galerie

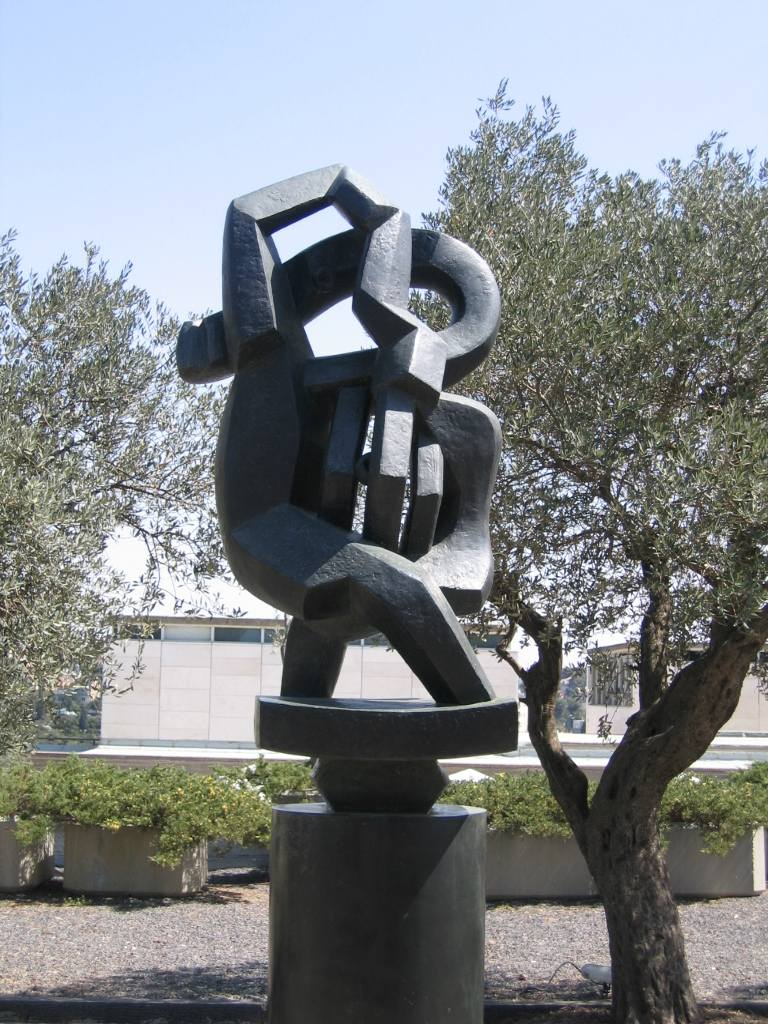
La Joie de vivre (1927), musée d'Israël à Jérusalem.
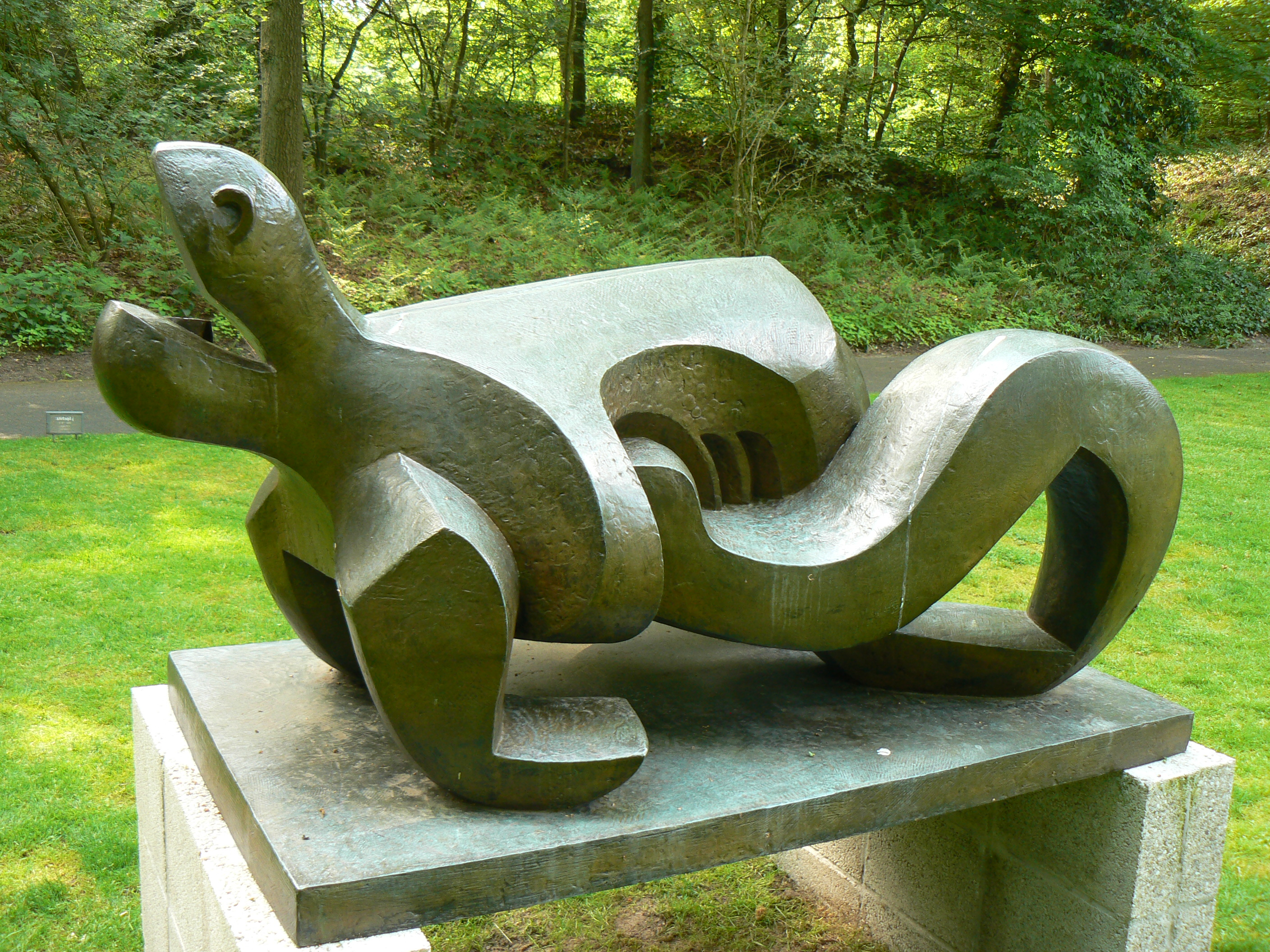
Le Cri (1928-1929), parc de sculptures du musée Kröller-Müller d'Otterlo, Pays-Bas.
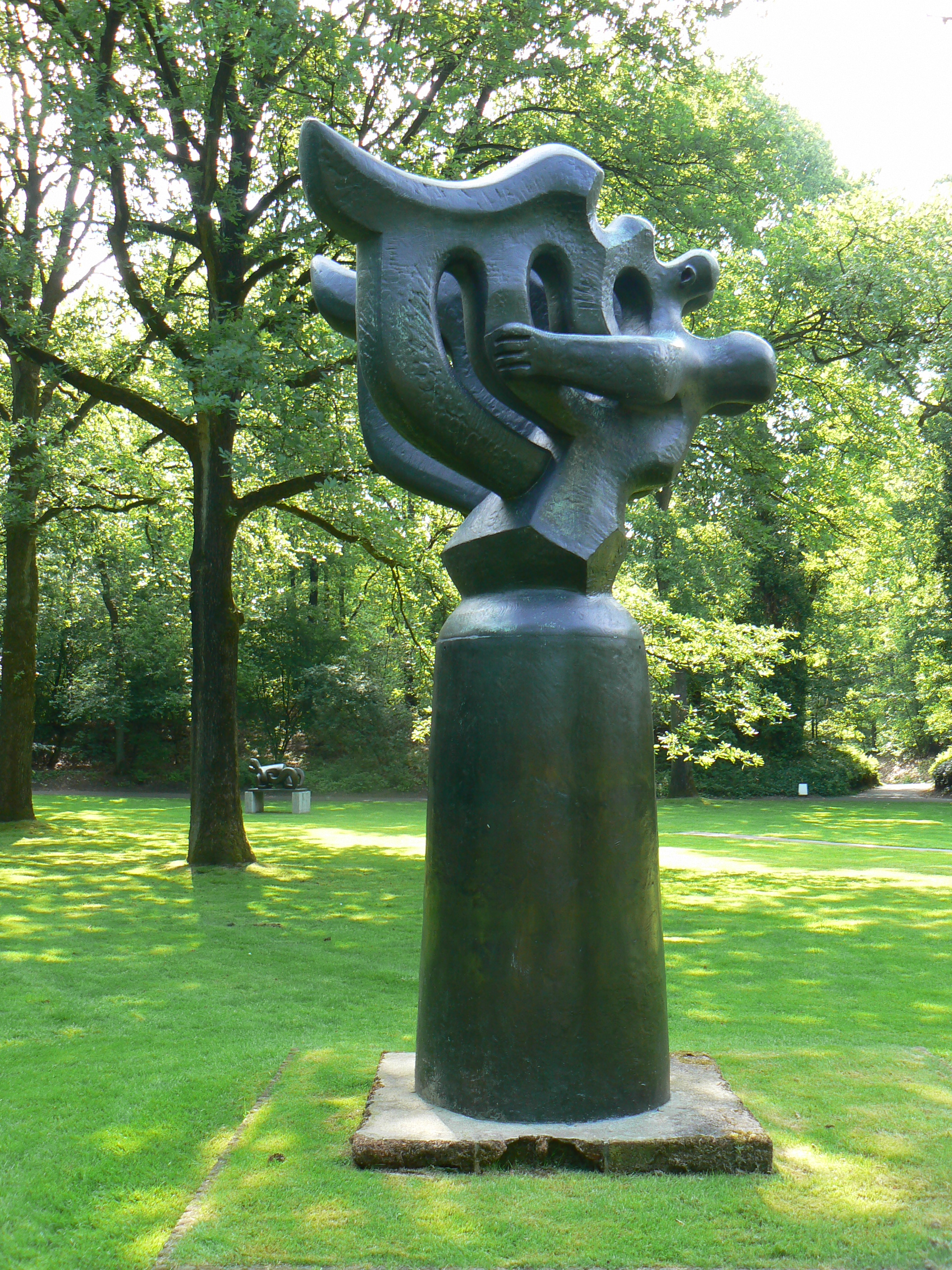
Le Chant des voyelles (1931-1932), parc de sculptures du musée Kröller-Müller d'Otterlo, Pays-Bas.
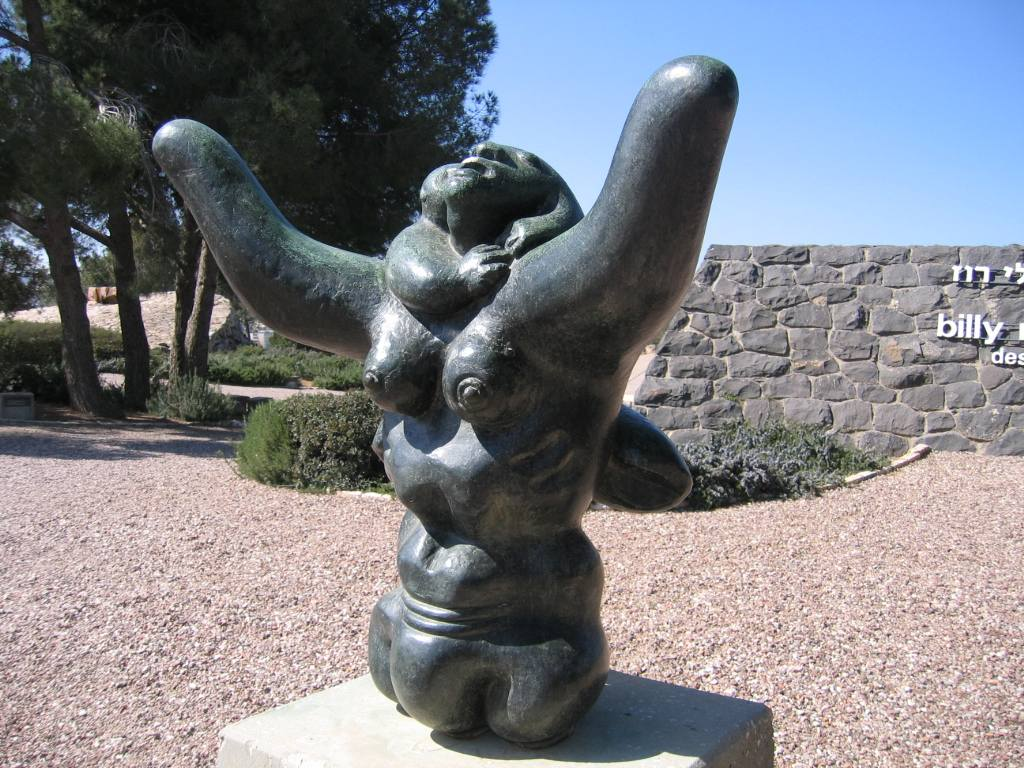
Mother and Child, 1930, Honolulu Museum of Art.

### Archives
- Fonds Jacques Lipchitz (1921-1972) [archives écrites ; env. 720 lettres.].  Cote : LIPC 1 - 11. Paris : Bibliothèque Kandinsky, Centre Pompidou (présentation en ligne).
- Fonds Rubin Lipchitz [manuscrits et photographies].  Cote : PH/Fds Lipchitz PA 1 - 101. Paris : Musée d'Art et d'Histoire du judaïsme (présentation en ligne).
- Fonds Jacques Liptschitz. Cote : Archives 72. Paris : Institut national d'histoire de l'art[1].